# IRT Broadway–Seventh Avenue Line
A Linha de Broadway – Sétima Avenida (IRT), em inglês:  IRT Broadway – Seventh Avenue Line é uma das linhas de trânsito rápido do metrô de Nova Iorque. Foi inaugurada em 27 de outubro de 1904 (120 anos). Esta linha é uma secção da rede ferroviária que é operada pelo IRT (em inglês:  Interborough Rapid Transit Company), que é uma subdivisão da Divisão A do Metrô de Nova Iorque.